# Sätertjärnen (Östmarks socken, Värmland)
Sätertjärnen är en sjö i Torsby kommun i Värmland och ingår i Göta älvs huvudavrinningsområde. Sjön är 8,4 meter djup, har en yta på 0,03 kvadratkilometer och befinner sig 394 meter över havet.